# Штип
Штип (мкд. Штип), је највећи град источног дела Северне Македоније и седиште истоимене општине.
У Штипу данас живи преко 40 хиљада становника. То је један од најстаријих градова у Северној Македонији. Последњих година град је постао значајно високошколско средиште.

## Природне одлике
Град Штип се налази на у источном делу Северне Македоније. Град је на је 90 km југоисточно од Скопља, главног града државе.
Рељеф: Штип се сместио у области Овче Поље, која заправо заузима пространу котлину око града. Кроз долину протиче река Брегалница. Најближе планине граду су Манговица ка северу и Плачковица ка југоистоку.
Клима: У Штипу влада оштрији облик средоземне климе. Пошто је област око града сиромашна шумом, температурне разлике у граду крајње изражене. Врели дани су често са температурама изнад 40 °C, док су зиме кратке, хладне и снежне са минималним температурама до −10 °C.
Воде: Штип је најважнији град на реци се Брегалници, главном току источног дела државе и најдужој реци која јеу целости на подручју Северне Македоније. Река дели град на источни, већи и западни, мањи део.

## Историја
У писаним документима Штип се први пут помиње у 1. веку, у време римског цара Триберија, као град под именом Астибо у саставу древне области Пеоније, када се убраја у најзначајније градове овог подручја.
Током досељавања Словена на Балканско полуострво, словенско племе Сагудати населило је Брегалничку долину, и они су коначно граду дали име Штип. Највећим делом средњег века град је био у поседу Византије. Кратко време, на прелому миленијума, био је у Самуиловом царству, касније га је повратила Византија, која му је име променила у Естипион. Део Србије постаје након освајања краља Милутина 1284. године. У рату са Бугарском и Византијом 1330, град су накратко заузели Византинци али га је краљ Стефан Дечански исте године вратио под своју власт. У 14. веку то је развијен град у којем српски великаши подижу цркве: протосеваст Хреља манастирску цркву Св. архангела Михаила (1332), властелин Јован Пробиштиповић цркву испод брда Хисара (1350), војвода Димитрије цркву Св. Спаса (1369). Место је 1371. године било посед српских великаша Дејановића. У повељи из 1377. спомиње се да градом управља челник Станислав. Иако је Константин Дејановић био османски вазал, то Турке није спречило да 1385. године заузму његов Штип. Штип се налазио на главним путевима, и то је била најважнија раскрсница.

## Срби у Штипу
Када је Патријарх српски Арсеније Чарнојевић 1682. године кренуо у Јерусалим, да посети "свети гроб", у селу Грамаждија био је лош пријем. Свађали су се пред њим и свитом, стари поп и млађи неуки и непокорни кметови. Морали су сви коначити у једном скученом дому. Али ствар је сутрадан "изгладио" владика кратовски и штипски "кир" Ананије, који је дошао и донео част: вино, јабуке и лубенице.
По извештају француског генерала Мармона из 1807. године, наводи се за Штип (градић у Турској царевини): "језик српски и турски. Дистрикт са 60 села, 5000 муслимана, 10.000 хришћани."
Почетком 20. века постојале су у Штипу четири православне богомоље, које су по постанку биле српске.
Црква Св. Арханђела (Архађела Михаила) у Горњој Махали оправљена је 1892-1893. године. То је у ствари црква српског цара Душана тзв. "Главатова црква". Цар Душан је једном повељом потврдио хрисовуљу протосевасту Хрељи, којом Хреља својој задужбини цркви Св. Архађела у Штипу, беше подарио нека села. Српски песник Владимир Јовановић је 1888. године објавио у часопису, дугу родољубиву песму посвећену Србима и Српству о којима пева, под називом "Добровољац". Тако у једном стиху помиње Штип. "Штип на левом брегу реке Брегалнице, У Штипу је црква Реље Крилатице". Поменути Хреља или Реља је познати српски епски јунак, о којем се многе песме спеване. Српски краљ Милутин у једној својој грамати потврђује хрисовуље својих претходника и предао нове метохе манастиру Хиландару. Наређује да њима не може нико господарити осим игумана из лавре, или онога кога би тај игуман поставио "над храмом светога Арханђела у Штипу" (јер неколицина села припадоше том храму и заједно са њиме бејаху уступљена лаври Хиландарској). Стефан Дечански је пренео власт над тим селима, монаху Николи Добрушутском, којег ће поставити над тим манастиром, игуман хиландарске лавре.
Друга, црква Св. Николе подигнута у Вароши (Варош махали) је нова грађевина, подигнута на месту претходне старе. Налази се испод брда Исар (Хисар), на којем су иначе рушевине "Марковог града". То је двор Краљевића Марка, који су по предању градили његови "робови". Сестра се противила Марку и његовом послу, и он је у љутини бацио огромну стену на њу, која се налазила у подножју брда. На сву срећу и братову радост, није ју погодио. То место звано Рибник, краси православни храм посвећен Св. Николи, који је подигао штипски трговац Тодор Чеперановић.
Трећа, црква Св. Спаса (Вознесенска) налазила се између града Штипа и Новог села, на градском гробљу. То је мала, стара црква са уништеним занимљивим живописом. У старом српском писму, које је написано у Штипу 26. марта 1388. године, помиње се тамошњи Вазнесењски манастир. "Господин Констандин" са њиме потврђује добра манастиру Вазнесенија у Штипу, који је основао његов брат Дмитар.
На крају, четврти храм посвећен Св. Јовану налази се изван самог насеља, али је ту народни скуп сваког Божића.
Српска народна школа у Штипу је отворена 1870. године, да би касније под притиском бугарских егзархиста била затворена.
У Штипу је рођен 1892. године Јордан Стојановић, столар који се бавио сликарством. Завршио је основну школу у Штипу и три разреда Трговачке академије у Солуну. Био је у Првом светском рату српски добровољац, а после рата радио као столарски мајстор у Београду и Скопљу. Тамо је посећивао редовно сликарске изложбе све док се није и сам окушао. Радио је мотиве свог завичаја.
У Штипу је октобра 1927. године у атентату погинуо бригадни генерал Михаило Ковачевић. Њега су убили припадници бугарске терористичке организације "Македонствујушћих", под вођством Бугарина, Ванча Михајлова. Михајлов је био истакнути члан централног Македонског комитета. Он је организовао атентат и снабдео оружјем убице који су чинили "тројку": Хипократа Развигорова, Илију Милинковића и Благоја Кралева. Предвече 6. октобра сачекали су терористи генерала код улазних врата у његов дом. Док је причао са пратиоцем, припуцали су из мрака; изрешетали га пуцајући из револвера. У Штипу је држава подигла споменик том српском генералу, хероју из Првог светског рата и градски трг назван његовим именом. Док је био пуковник као командант српског тзв. "Гвозденог пука", ослободио је новембра 1918. године цео Банат, до Сегедина и Темишвара.
Спорт клуб "Обилић" је први фудбалски клуб основан у Штипу, око 1930. године
Године 1912. Штип се са околином припаја Краљевини Србији, касније Југославији. Штипски/Брегалнички округ Краљевине Србије постаје Брегалничка област у Краљевини СХС; од 1929. то је део Вардарске бановине.
Од 1991. године град је у саставу Северне Македоније.
На ћувику Каленици тик изнад града код жељезничке станице, подигнута је 1929. године спомен-капела са костурницом изгинулим српским војницима на Брегалници, борећи се против Бугара 1913. године. Саграђена је у византијском стилу, од тесаног гранита из Маденске реке и цигле. Изнад врата споља је постављена спомен-плоча са натписом, а изнутра на том месту је насликао српски грб. Испод пода је крипта са великим мермерним саркофагом у који су унете кости погинулих и на другим попришта. Унутра је капела богато декорисана фрескама и живописом са ликовима српских светаца. Првобитни живопис у крипти рад Хегедушића из 1926. године је скинут (јер није био у духу православне цркве), а нови је насликао руски сликар Биценко.
У месту су на потезима Каленици и Сењаку некада била српска војничка гробља, у којима је покопано више хиљада српских војника. Временом су толико запуштена да се ту почетком 21. века налазе метеоролошка станица и мање стамбено насеље. Само две спомен-плоче чувају од заборава те хумке.
Пруга Велес – Штип је званично отворена 16. новембра 1924, након 11 месеци градње.

## Становништво
По подацима пописа из 2021. године град броји 42.000, следећег националног састава:
| Национални састав према попису из 2021.‍ | Национални састав према попису из 2021.‍ | Национални састав према попису из 2021.‍ | Национални састав према попису из 2021.‍ | Национални састав према попису из 2021.‍ |
| --------------------------------------- | --------------------------------------- | --------------------------------------- | --------------------------------------- | --------------------------------------- |
|                                         |                                         |                                         |                                         |                                         |
| Македонци                               | Македонци                               |                                         | 32.658                                  | 77,8%                                   |
| Роми                                    | Роми                                    |                                         | 2.293                                   | 5,5%                                    |
| Аромуни                                 | Аромуни                                 |                                         | 1.389                                   | 3,3%                                    |
| Турци                                   | Турци                                   |                                         | 1.022                                   | 2,4%                                    |
| непописани                              | непописани                              |                                         | 4.146                                   | 9,9%                                    |

Претежна вероисповест месног становништва је православље.

## Штип данас
Данас је Штип значајно културно, просветно и привредно средиште Северне Македоније. Има развијену мрежу културних установа од којих су најзначајније: Музеј, Народно позориште, Народна библиотека „Гоце Делчев“, Историјски архив и Дом омладине. Од манастира и цркава треба поменути: Цркву Светог Арханђела Михаила, Цркву Светог Јована Крститеља и Цркву Свете Недеље.

## Галерија
- Градски дом културе
- Црква светог Арханђела Михаила
- Универзитет „Гоце Делчев“ у Штипу
- Штипски народни музеј